# Färbertor (Donauwörth)

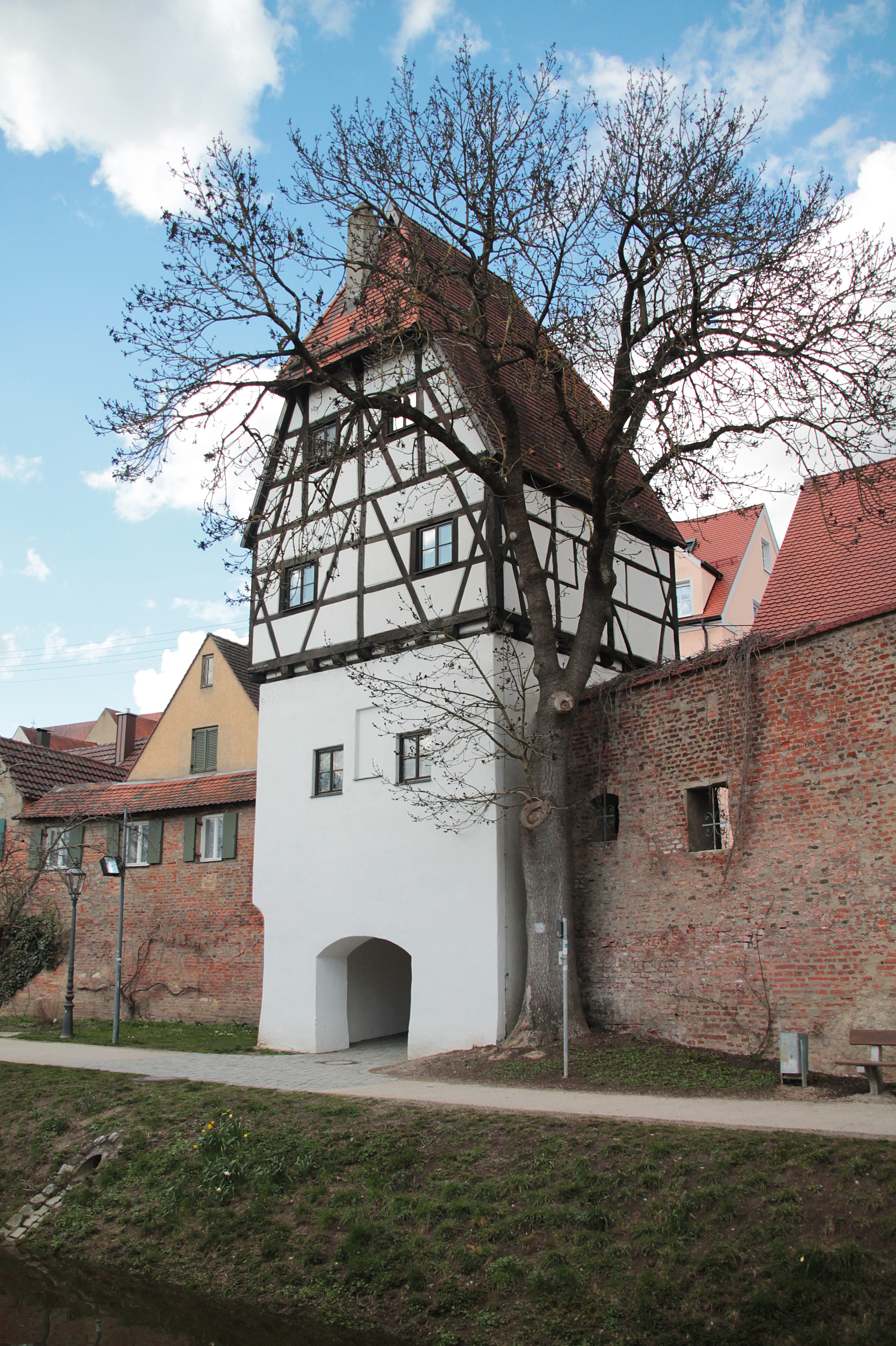
Färbertor in Donauwörth (Feldseite)

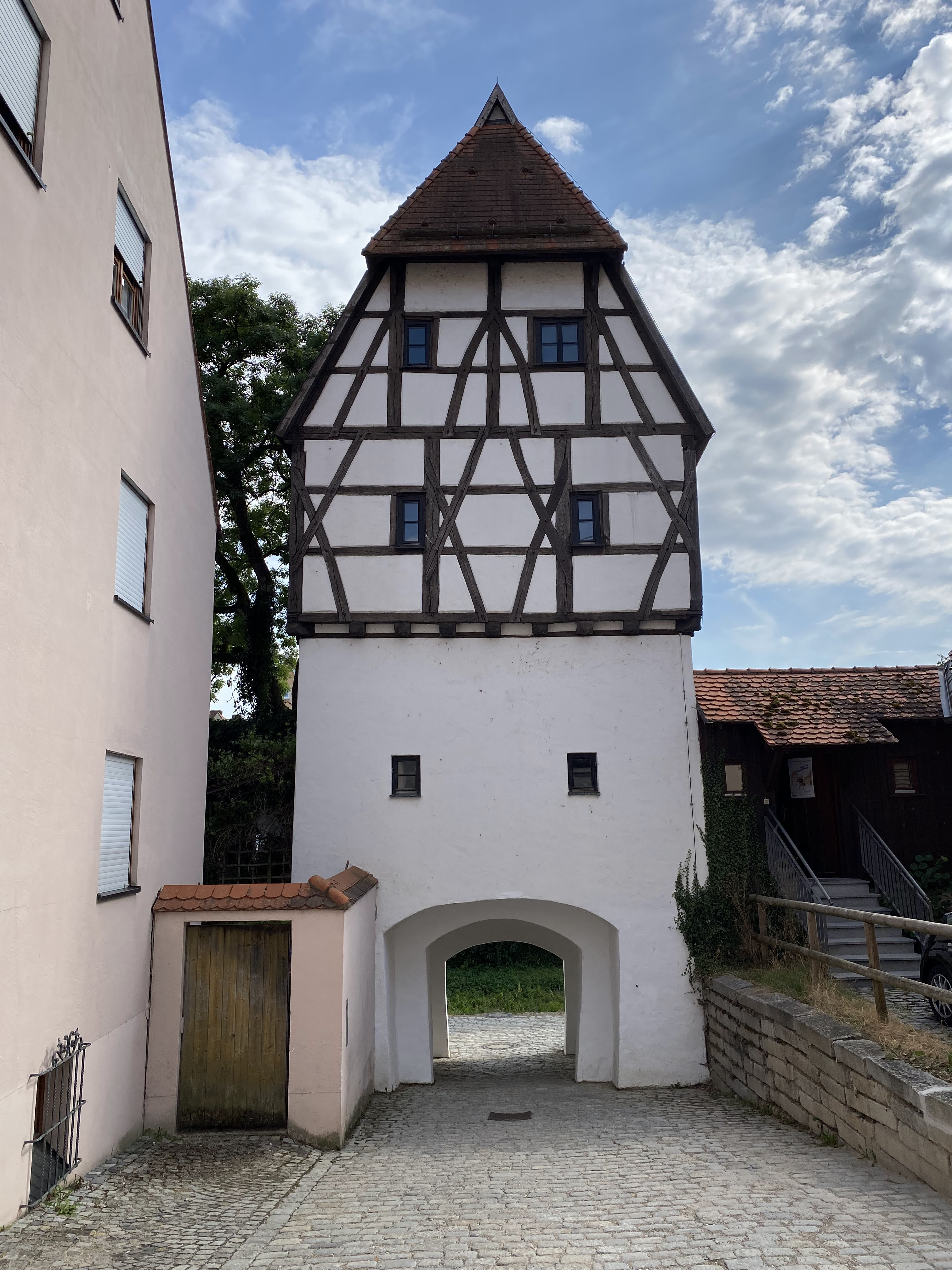
Nordseite

Das Färbertor in Donauwörth, einer Stadt im schwäbischen Landkreis Donau-Ries in Bayern, wurde in der zweiten Hälfte des 15. Jahrhunderts errichtet. Das Stadttor mit der Adresse Kugelplatz 24 gehört zu den geschützten Baudenkmälern in Bayern.
Der dreigeschossige Turm war ein Teil der größtenteils im 19. Jahrhundert abgerissenen Stadtbefestigung. Er hat ein leicht vorkragendes Obergeschoss in Fachwerkbauweise, das lange Zeit verputzt war. Das Satteldach besitzt zwei Schopfwalme. 
Der segmentbogige Durchlass führt zur Wörnitz.